# All the Things She Said (Simple Minds)
All the Things She Said is een nummer van de Schotse new-wave band Simple Minds. Het is de derde single van hun zevende studioalbum Once Upon a Time uit oktober 1985. Op 31 maart 1986 werd het nummer wereldwijd op vinylsingle uitgebracht. In 1990 werd het nummer zowel op cd-single als cassette-single uitgebracht.

## Achtergrond
De plaat werd een hit op de Britse eilanden, in de VS, Canada, Oceanië, Duitsland en het Nederlandse taalgebied. In  de VS werd de 28e positie bereikt in de Billboard Hot 100. In Canada de 65e positie, Australië de 46e, Nieuw-Zeeland de 20e, Duitsland de 51e, Ierland de 4e en in het Verenigd Koninkrijk de 9e positie in de UK Singles Chart. 
In Nederland was de plaat op donderdag 17 april 1986 TROS Paradeplaat op de befaamde TROS donderdag op Radio 3 en werd mede hierdoor een radiohit in de destijds twee landelijke hitlijsten op de nationale publieke popzender. De plaat bereikte de 6e positie in de Nationale Hitparade en een bescheiden 16e positie in de Nederlandse Top 40. In de Europese hitlijst op Radio 3, de TROS Europarade, werd de 12e positie bereikt.
In België bereikte de plaat de  20e positie in de voorloper van de Vlaamse Ultratop 50 en piekte op de 17e positie in de Vlaamse Radio 2 Top 30. In Wallonië werd géén notering behaald.